# Temple Javari
Le temple de Javari (Devanagari = जावरी मंदिर), est un temple hindou situé à Khajurâho dans l'état du Madhya Pradesh, en Inde. 
Il est dédié à la divinité hindoue Vishnou.
L'édifice fait partie du groupe situé à l'Est du site du patrimoine mondial de l'UNESCO au titre de l'Ensemble monumental de Khajuraho.

## Histoire
Il a été construit en 1090. Comme il n'y a aucune divinité hindoue portant ce nom, on suppose que le temple a été nommé ainsi en l'honneur du propriétaire du terrain sur lequel il est construit.
Le temple a été classé « Monument d'Importance nationale » par l'ASI.

## Description

### Architecture
Le temple de Javari est à environ 200 mètres au sud du temple de Vamana.
C'est un petit mais beau temple érigé selon une structure appelée nirandhara, c'est-à-dire sans cheminement ambulatoire (pradakshinapatha) autour du sanctuaire. Il comprend un sanctuaire, un mandapa, un portique et un vestibule.

### Sculpture
Il y a de belles sculptures sur les murs du temple qui sont représentatives de l'expertise artistique de l'époque. Le porche est orné d'un Makara créature propice à la fécondité et aussi monture des divinités fluviale, Ganga (déesse) et océanique, Varuna. 
La porte d'entrée du sanctuaire est orné de représentations des dieux hindous Brahmā, Vishnou et Shiva. L'idole principale du temple est cassée et sans tête.
Il y a trois bandeaux de sculptures sur les murs extérieurs. Le temple de Javari ressemble beaucoup au temple de Chaturbhuj.

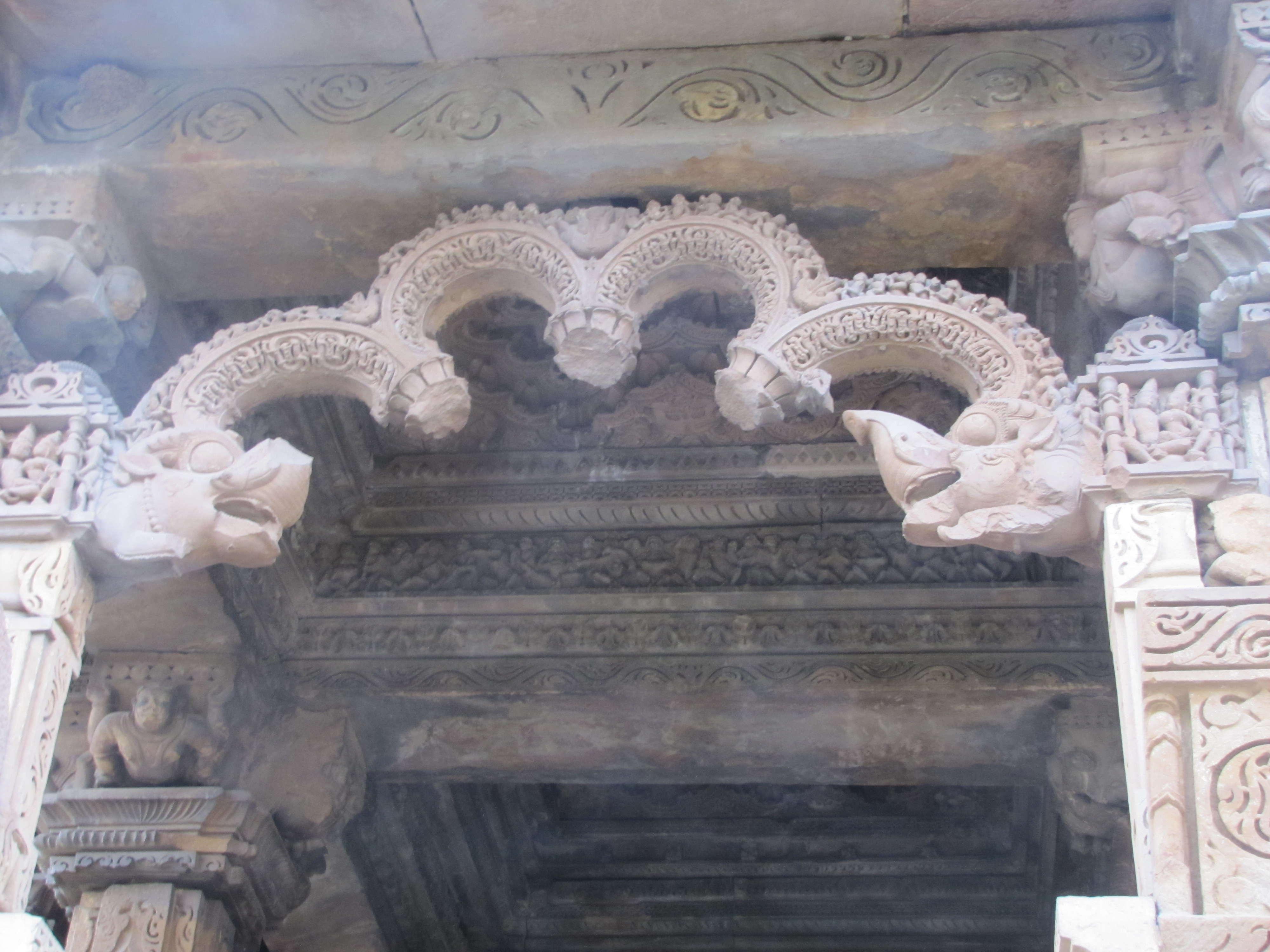
Le Makara du porche.
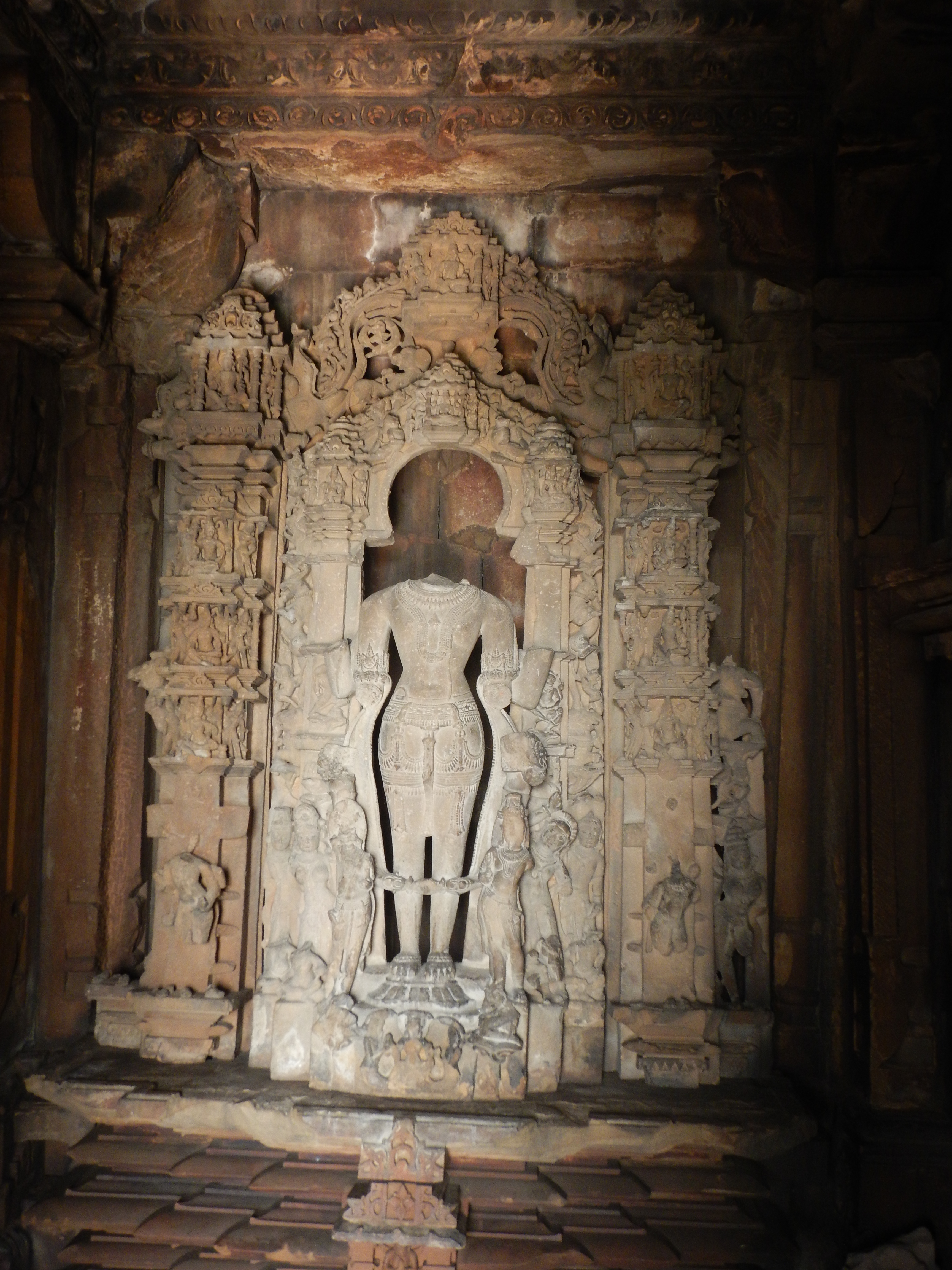
La statue sans tête de Vishnou.
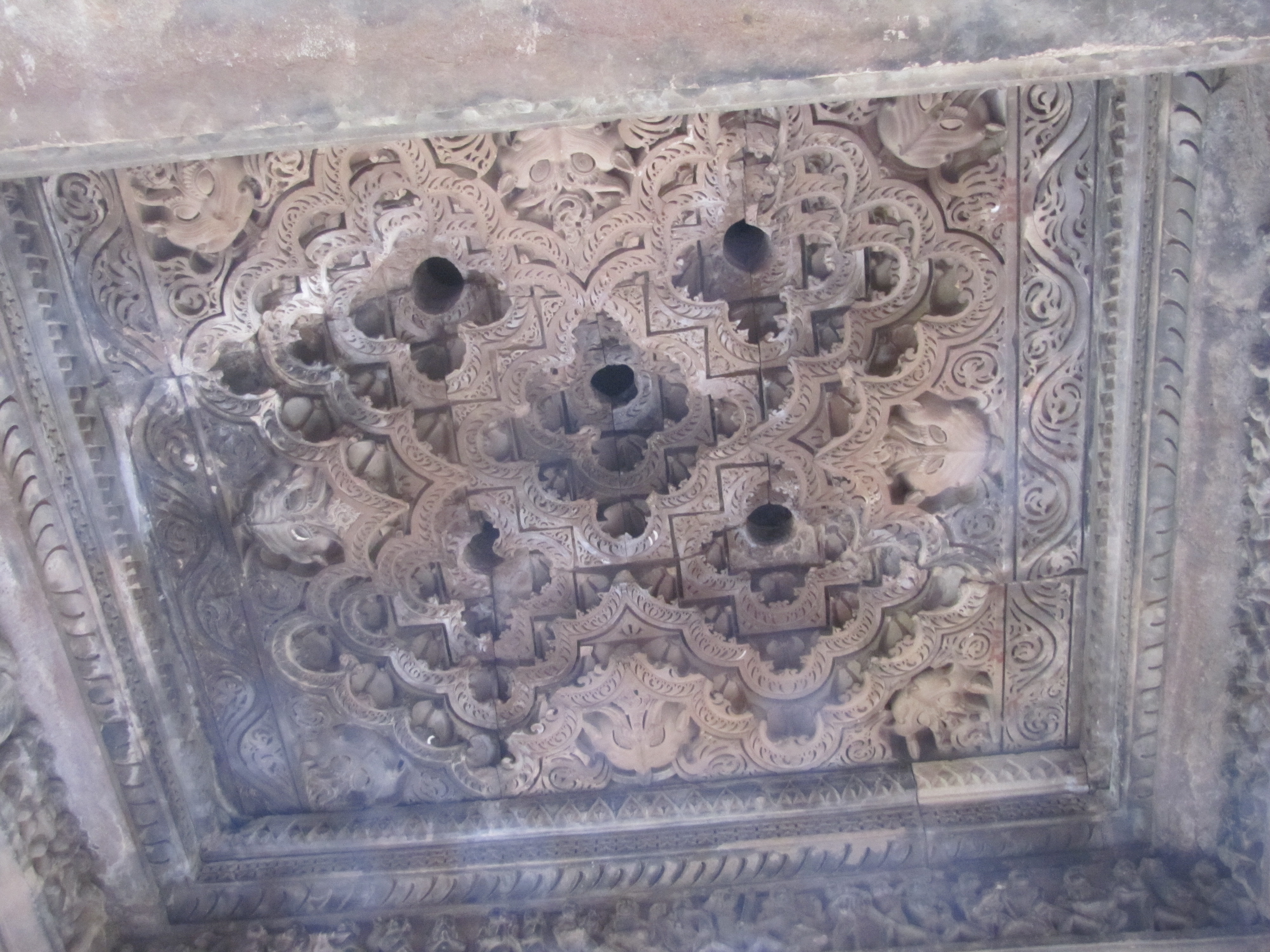
Le plafond du sanctuaire.